# Світлологія
Світлоло́гія — наука про світлове середовище в будинках та спорудах, закономірності поширення світла, гігієну світла та його фізіологічний та психологічний вплив на людський організм.
Необхідність розрахунку оптимальної площі, форми та розміщення світлопрозорих огороджень пов'язане з тим, що у будинках через них найбільш інтенсивно триває процес обміну енергією між зовнішнім та внутрішнім середовищами. Для ефективності тепло- та звукообміну бажано мати вікна та ліхтарі мінімальної площі. Але з іншої точки зору велика площа світлопрорізів дозволяє економити електричну енергію на освітлення приміщень. Узгодженням цих суперечливих вимог займається світлологія.